# Johnny Ramone
Pour les articles homonymes, voir Johnny et Ramone (homonymie).
Ne doit pas être confondu avec John Cumming.
 (octobre 2012).
Si vous disposez d'ouvrages ou d'articles de référence ou si vous connaissez des sites web de qualité traitant du thème abordé ici, merci de compléter l'article en donnant les références utiles à sa vérifiabilité et en les liant à la section « Notes et références ».
Johnny Ramone, de son vrai nom  John William Cummings, né le 8 octobre 1948 à New York et mort le 15 septembre 2004 à Los Angeles, est un guitariste, connu pour avoir officié au sein du groupe de punk rock américain Ramones, dont il était l'un des membres fondateurs.
En 2003, il apparaît à la 18e place puis en 2011, à la 28e place du classement des « 100 meilleurs guitaristes de tous les temps » du magazine Rolling Stone, et dans la liste des « 10 meilleurs guitaristes-électriques » du magazine Time'.

## Biographie

### Avant les Ramones
Fils d'un ouvrier en bâtiment, John Cummings a grandi dans le quartier de Forest Hills, dans le Queens à New York. Durant son adolescence, il s'intéresse surtout à la musique rock et adopte le look « blouson noir ». Il joue avec Thomas Erdelyi, futur Tommy Ramone, dans le groupe de garage rock, Tangerine Puppets. Hormis la musique, il s'intéresse aussi au baseball (et principalement aux Yankees de New York dont il est un grand fan) et est fasciné par la discipline militaire. Il passe d'ailleurs deux ans en école militaire.

### Les Ramones
Alors qu'il travaille comme employé dans une entreprise de nettoyage à sec, il rencontre Doug Colvin, futur Dee Dee Ramone, avec qui il se lie d'amitié. Partageant le même goût pour des groupes comme MC5 ou The Stooges, ils décident en 1974 de former un groupe avec le frère d'un ami commun : Jeffrey Hyman, qui deviendra plus tard Joey Ramone. Ils font aussi appel à Thomas Erdelyi pour le poste de batteur : les Ramones sont nés.
De 1974 à 1996, Johnny Ramone sera le seul guitariste du groupe. Même s'il n'est pas compositeur des chansons du groupe, Johnny Ramone va particulièrement influencer de nombreuses générations de groupes punk, par son style de jeu. Utilisant des accords barrés (accords exécutés en barrant une case avec l'index, en guitare), joués rapidement, employant la technique du palm mute (consistant à étouffer les cordes de l'instrument à l'aide de la paume de la main droite),  le guitariste des Ramones propose un jeu épuré et abrupt, mais terriblement efficace, qui va être l'une des marques de fabrique de la musique du groupe et influencera la musique punk. Il est aussi célèbre pour son attaque de main droite qui use uniquement des allés du plectre, et peu souvent, voire jamais des retours.

### Un personnage controversé
- Si vous ne connaissez pas le sujet, laissez ce bandeau (vous pouvez alors contacter les auteurs).
- Si vous supprimez le contenu mis en cause (vous pouvez préalablement contacter les auteurs),

argumentez précisément cette suppression dans la page de discussion
(un manque de référence n'est pas un argument ; une recherche réelle de référence doit avoir été effectuée, être formellement documentée).

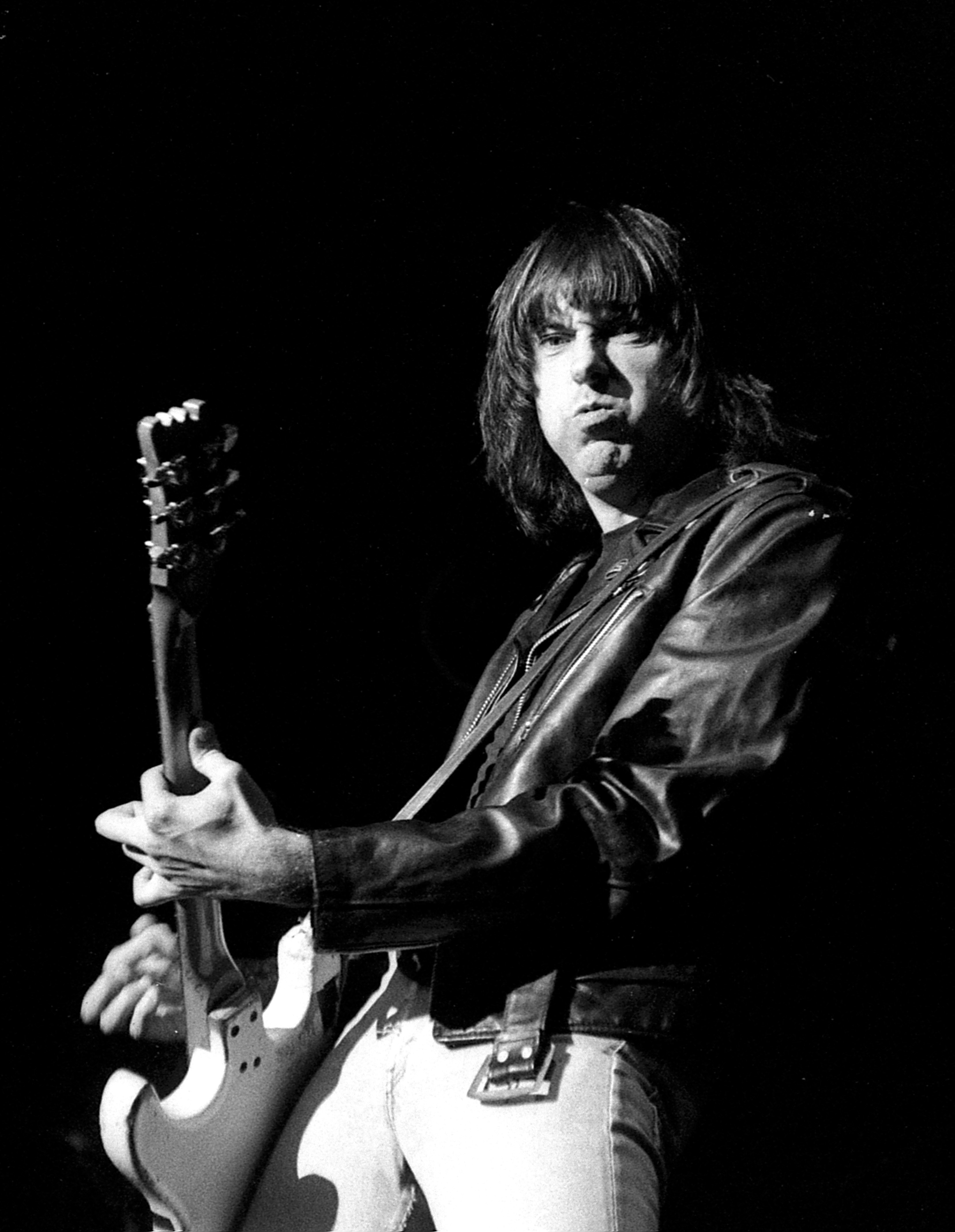
Johnny en concert au Japon, 1990.

Néanmoins, s'il est reconnu pour son style de jeu, Johnny Ramone va être une source de conflits et de tensions au sein du groupe. Même s'il ne compose pas, il s'impose comme le leader du groupe et fait preuve d'un autoritarisme très poussé, presque dictatorial. Il impose au groupe des codes vestimentaires stricts, ses décisions sur les orientations musicales ainsi que sur de nombreux aspects de la vie du groupe. C'est lui par exemple qui refuse d'enregistrer la chanson Chinese Rock (écrite par Dee Dee Ramone) parce qu'elle parle trop explicitement de la drogue. La chanson sera donc enregistrée pour la première fois par Johnny Thunders and The Heartbreakers en 1977.
C.J. Ramone raconta plus tard qu'à son arrivée dans le groupe en 1989, en remplacement de Dee Dee Ramone, Johnny lui avait imposé des codes vestimentaires très précis ainsi qu'une façon précise de jouer sur scène. Il devait donc être constamment habillé en jean, tee-shirt et blouson noir, devait systématiquement porter sa basse très bas, presque au niveau des genoux, devait toujours faire face au public, les jambes écartées et ne pas se tourner vers l'un où l'autre des membres du groupe.
Johnny Ramone est aussi connu pour ses idées très conservatrices, proches du Parti républicain voire de tendances plus extrêmes. Il était par exemple contre l'avortement, contre le mariage gay, et était membre de la National Rifle Association. Il a déclaré par ailleurs que Ronald Reagan était son président préféré. Lors de la cérémonie dans laquelle les Ramones furent introduits au Rock and Roll Hall of Fame, en 2002, Johnny Ramone a déclaré : « God bless President Bush and God bless America » (« Que Dieu bénisse le président Bush et que Dieu bénisse l'Amérique »). La chose peut surprendre quand on sait que le groupe reprocha au président Reagan en 1987, dans Bonzo Goes to Bitburg, d'avoir visité un cimetière militaire allemand où étaient enterrés des SS. Johnny fut aussi à l'origine d'une tension avec Joey Ramone qui durera pratiquement toute leur vie. Si les deux hommes ne s'aimaient pas trop en raison de leurs divergences politiques et du fait que Johnny avait tendance à exprimer des sentiments antisémites (durement ressentis par Joey qui était juif), un événement va provoquer un véritable froid entre les deux membres des Ramones : Johnny Ramone sort avec la petite amie de Joey et se marie avec elle. Les deux hommes ne s'adresseront plus jamais la parole. C'est ironiquement que Joey aurait écrit la chanson The KKK Took My Baby Away (« Le Ku Klux Klan a enlevé ma copine ») pour railler les tendances réactionnaires de Johnny.
Tommy Ramone, premier batteur du groupe, confirma ces tensions, et un épisode de violence qui en a découlé : « J’ai vu Johnny frapper Joey une fois. Joey avait oublié chez lui un truc sans importance, je ne me souviens même plus quoi. Mais Johnny était si enragé qu’il l’a cogné. Ce n’était qu’un coup de poing dans le bras, rien à voir avec ce qu’il mettait à Dee Dee, pourtant, j’étais choqué. Qui pouvait frapper Joey ? C’était comme de battre un infirme. » L'animosité entre les deux hommes est telle que Johnny refuse même de téléphoner à Joey alors que celui-ci est à l'agonie en 2001.
Dans son autobiographie Surviving the Ramones, Dee Dee Ramone évoque longuement la violence et l'autoritarisme de Johnny, qui l'ont durement touché. Toutefois, il reconnait des qualités au guitariste : « Aucun manager ne nous a rapporté autant d'argent que Johnny. Dans l'industrie du disque, on n'obtient jamais rien facilement. Il faut gueuler, menacer, se battre et tutti quanti… il faut se battre pour chaque chose, chaque aspect de sa vie quotidienne. Pour obtenir un concert, prendre la route, faire que tout soit en place en arrivant, jouer dans de bonnes conditions, récupérer l'argent, tout le matériel, dormir et manger… quelqu'un doit s'occuper de tout ça et Johnny le faisait bien. Mais ce n'est pas le genre de job qu'on te remercie d'avoir fait. Tout ce qu'on retient, c'est que tu gueules tout le temps. »

### Décès
Johnny Ramone succomba d'un cancer de la prostate le 15 septembre 2004 à Los Angeles. Eddie Vedder  et Rob Zombie étaient à ses côtés lors de sa mort. Il est enterré au cimetière Hollywood Forever Cemetery à Los Angeles.

## Filmographie
- Le film The Wicker Man interprété par Nicolas Cage avec qui Johnny était ami, et la chanson Life Wasted par Pearl Jam sortis tous deux en 2006, lui ont été dédiés.